# Priopoda sachalinensis
Priopoda sachalinensis är en stekelart som först beskrevs av Tohru Uchida 1930.  Priopoda sachalinensis ingår i släktet Priopoda och familjen brokparasitsteklar. Inga underarter finns listade i Catalogue of Life.